# Leopold Schulhof
Leopold Schulhof (* 12. März 1847 in Baja, Komitat Bács-Bodrog; † 10. Oktober 1921 in Paris; in der ungarischen Schreibweise Schulhof Lipót; auch Leopold Schulhoff) war ein österreichisch-französischer Astronom.

## Leben
Leopold Schulhof kam in bescheidenen Verhältnissen als Sohn eines Rabbiners zur Welt. Nach dem Abschluss des Gymnasiums in seiner Geburtsstadt Baja studierte er zunächst 1866–1867 Medizin, ab 1867 dann Mathematik, Physik und Astronomie an der Universität Wien. 1869 begann er für die Wiener Sternwarte zu arbeiten, wo er 1871 Zweiter Assistent und zwei Jahre später Erster Assistent wurde. Daneben war er für das Österreichische Gradmessungsbüro bei Theodor Oppolzer tätig.
Wegen starker Kurzsichtigkeit musste Schulhof sich bereits kurz nach Beginn seiner Karriere der theoretischen Astronomie zuwenden und berechnete insbesondere die Bahnen von Kometen und Asteroiden. 1875 berief der ebenfalls aus Österreich stammende Astronom Maurice Loewy Leopold Schulhof nach Paris als Calculateur (Berechner) an das dortige Bureau des Longitudes. Dort stieg er rasch zum Calculateur principal auf.
Schulhof, der seit 1884 französischer Staatsbürger war, trat 1915 in den Ruhestand. Er blieb aber weiterhin intensiv für die Sternwarte tätig. Im November 1920 stürzte er beim Verlassen von deren Bibliothek und verletzte sich so schwer, dass er fortan seine Wohnung nicht mehr verlassen konnte. Ab März 1921 waren seine Beine vollständig gelähmt. Am 10. Oktober 1921 starb Leopold Schulhof im Alter von 74 Jahren in Paris an Urämie.

## Leistungen
Leopold Schulhof trug bedeutend zur Kenntnis von Kometen und Asteroiden bei. Er sagte unter anderem die Wiederkehr des Kometen 15P/Finlay voraus. 1875 entdeckte er, noch in Wien tätig, den Asteroiden (147) Protogeneia. In Paris bestimmte er die Bahnen der verlorengeglaubten Asteroiden (66) Maja, (125) Liberatrix und (107) Camilla und fand den periodischen Kometen 27P/Crommelin wieder auf. Ab 1878 widmete er sich auch maßgeblich der Verbesserung der Mondtafeln und einer Neuauflage des Katalogs der Eigenbewegungen von Sternen. Die Arbeit daran führte er auch nach seinem Sturz 1920 und bis unmittelbar vor seinem Tode fort.

## Ehrungen
1878 nahm ihn die Ungarische Akademie der Wissenschaften als korrespondierendes Mitglied auf. 1914 bekam er das Kreuz der französischen Ehrenlegion. Die Pariser Akademie der Wissenschaften verlieh ihm im Zeitraum von 1877 bis 1920 für seine Leistungen sieben Preise.
Nach Leopold Schulhof ist seit 1984 der Asteroid (2384) Schulhof benannt.